# Robert Twigger
Robert Twigger (* 1. Januar 1965 in Brno, Tschechien) ist ein britischer Dichter, Schriftsteller und Abenteurer. Er lebt derzeit in Kairo, Ägypten.

## Leben
Robert Twigger studierte am Balliol College in Oxford. Er begann zuerst ein Studium der Ingenieurwissenschaft, wechselte jedoch nach sechs Wochen zu Politikwissenschaften, Philosophie und Volkswirtschaftslehre. Sein Studium verlief jedoch nicht sehr erfolgreich – er schloss es nur mit einem gewöhnlichen Abschluss ohne Ehrungen ab, womit er der einzige seines Jahrgangs war. Seine außeruniversitären Aktivitäten waren jedoch erfolgreicher. So gewann er den Newdigate-Preis, inszenierte ein Filmfestival für Studentenfilme und drehte selbst zwei Filme. Nach seinem Abschluss arbeitete er in der PR-Abteilung einer Schallplattenfirma und lehrte drei Jahre lang in Japan die englische Sprache.
Twigger schrieb mehrere Belletristik- und Sachbücher und Artikel für den Daily Telegraph, die Männerzeitschrift Maxim und das Magazin Esquire.

## Werke
- Angry White Pyjamas: An Oxford Poet Trains With The Tokyo Riot Police (1997) ist ein Buch über Twiggers Erfahrungen in Japan. Hauptthema des Buches ist der Senshusei-Kurs, ein Trainingsprogramm des Yoshinkan Honbu Dojo zur Aikidō-Ausbildung der Polizei von Tokio. Er erhielt für dieses Buch den Somerset Maugham Award und die Auszeichnung William Hill Sports Book of the Year.[2][3] Das Buch wurde 2007 von Waterstone's als bestes Sportbuch der vergangenen 25 Jahre ausgezeichnet.[4]
- Big Snake: The Hunt for the World's Longest Python (1999) beschreibt Twiggers erfolglosen Versuch, eine 30 Fuß lange Schlange zu fangen, wofür ein Preis von 50.000 Dollar ausgesetzt war.
- The Extinction Club (2001) beschreibt Twiggers Erforschung der Davidshirsche, einer Hirschrasse, von der angenommen wurde, dass sie ausgestorben sei.
- Being a Man (in the lousy modern world) (2002) beschreibt Twiggers Gedanken über die Natur der Männlichkeit und deren Standpunkt zu Beginn des 21. Jahrhunderts.
- Voyageur – Across the Rocky Mountains in a Birchbark Canoe (2006) erzählt die Geschichte von Twiggers drei Jahre langer zweitausend-Meilen-Reise durch Nordwest-Kanada auf den Spuren des Entdeckers und Trappers Alexander MacKenzie.
- Lost Oasis: A Desert Adventure: In Search Of Paradise (2007) ist ein Wüstenabenteuer entwickelt auf Basis der Geschichte Ladislaus Almásys (ebenfalls die Vorlage für Der englische Patient).
- Real Men Eat Puffer Fish (2008) beinhaltet humorvolle Ratschläge für Männer.
- Dr Ragab's Universal Language (2009) ist ein Roman, der in Kairo und Deutschland spielt.

Robert Twigger veröffentlichte auch mehrere Gedichtsammlungen, darunter The Wolf People – INPOPA Anthology 2002, welches auch Gedichte von Doris Lessing enthält.

## Expeditionen
Twiggers fehlgeschlagener Versuch, die rekordbrechende Schlange zu fangen, war Thema einer Channel-4-Dokumentation, welche genau wie das Buch den Titel Big Snake trägt.
Im Jahr 2004 nahm Twigger an einer Expedition teil, welche eine Reise durch Kanada auf den Spuren des Entdeckers und Trappers Alexander MacKenzie unternahm. Die Gruppe war die erste seit 1973, welche die Reise in Birkenrinden-Kanus unternahm.
Zusätzlich zu seiner Karriere als professioneller Schriftsteller unternimmt Robert Twigger mit dem Team The Explorer School regelmäßig Reisen durch die Wüste. Im Winter 2009/2010 folgte die Gruppe einer Route des deutschen Entdeckers Gerhard Rohlfs, die dieser im Jahr 1874 genutzt hatte.